# Напредок (футбольный клуб, Кичево)
«Напредок» — македонский футбольный клуб, который базируется в городе Кичево.

## История
Клуб был основан в 1928 году под названием «Ядран» (макед. Јадран). После окончания Второй мировой войны получил название «Янчица» (макед. «Јанчица»), которое носил до 1952 года. В сезоне 1998—1999 годов выиграл западную зону Македонской Второй лиги. Наивысшим достижением клуба является выход в финал Кубка Македонии в сезоне 2003—2004 годов, где «Напредок» уступил клубу «Слога Югомагнат».

## Достижения
- Финалист Кубка Македонии (1): 2003/04

## Форма
Клубные цвета — синий и белый.

## Стадион
Клуб проводит домашние матчи на Городском стадионе в Кичево, вмещающем 5000 зрителей.